# 勝利日 (5月9日)
胜利日，是1945年5月8日纳粹德国对苏联正式签订投降书，宣布在第二次世界大战无条件投降（苏联称为伟大的卫国战争）纪念日。
投降书生效时欧洲中部时间为5月8日，而莫斯科时间为5月9日，因此美国及西欧国家定于每年的5月8日，俄罗斯等东欧国家定于每年的5月9日 。
每年在这天，欧洲各地，尤其是在二次大战中胜利和曾经受纳粹德国占领和袭击的国家，都会以不同方式纪念第二次世界大战欧洲战场的结束。

## 概要

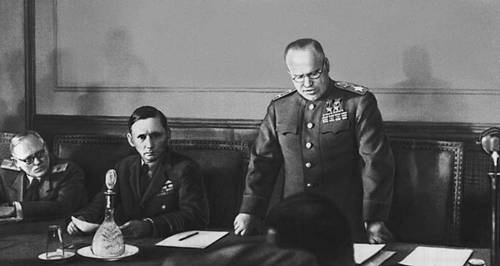
苏军朱可夫元帅阅投降书，其右侧为英国皇家空军元帅 亚瑟·泰德。

德军最高统帅部部長威廉·凯特尔 代表德军签署投降书。

事实上，德国对苏联的投降仪式分两次独立举行：第一次签署是在1945年5月7日在法国兰斯进行，并于欧洲中部时间5月8日23点01分生效。然而，苏联在兰斯的唯一代表、苏军军事联络团指挥官伊万·苏斯洛帕罗夫没有办法立刻联系克林姆林宫，但决定在没有得到莫斯科的授权下作为苏方代表签署投降书。因为如果他不签字，有可能出现在没有苏联参与的情况下举行投降仪式的尴尬局面。
斯大林对此事相当不悦，认为德军的投降只应在柏林且由苏军最高统帅部的特使签署。经苏联与美英等盟国磋商，最后确定此次签署只视作投降仪式的预演，后来被视作德国正式投降的第二次签字仪式于5月8日在柏林郊外的一个庄园内举行，即莫斯科时间5月9日。驻德苏联军事管理委员会总部内，苏军元帅朱可夫接受了德国陆军元帅威廉·凯特尔提交的投降书。

## 庆祝活动

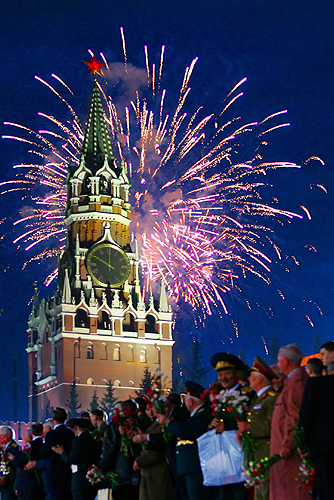
2005年红场，胜利日60周年庆祝活动。

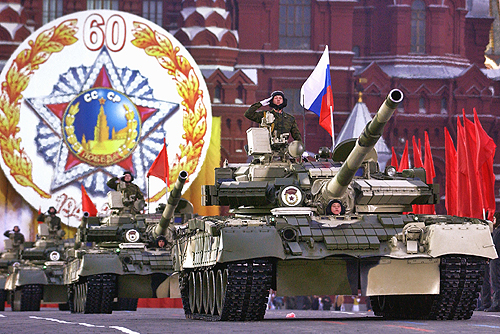
2005年红场，胜利日60周年庆典。

阅兵中使用的胜利旗，曾在柏林国会大厦上升起

1945年6月24日，莫斯科举行了胜利大游行。随后的苏联时期，整个苏联和东欧各国都会举行胜利日的庆祝活动，1963年乌克兰苏维埃及1965年俄罗斯苏维埃更宣布该日为公众假日。
在苏联电影、文学、教科书、艺术和大众传媒中，卫国战争及其投降仪式成为一个非常重要的题材。庆祝仪式逐渐发展并加入了会议、讲座、酒会和烟花表演等时代特色。
俄罗斯总统普京上台后，为凝聚民族自豪感，他积极推动发展胜利日及其纪念活动，2005年胜利日60周年纪念活动成为苏联解体后俄罗斯举行的最盛大庆典。

### 庆祝5月9日胜利日的国家
- 亚美尼亚：自1946年起定5月9日为胜利纪念日。
- 阿塞拜疆：自1946年起定5月9日为胜利纪念日。
- 白俄罗斯：自1946年起定5月9日为胜利纪念日且为公众假日。
- 波黑：1946年起定5月9日为胜利纪念日且为公众假日。[10]
- 格鲁吉亚：自1946年起定5月9日为胜利纪念日。
- 德意志民主共和国（东德）：自1950年至1966年间定5月8日为解放日且为公众假期，并于1985年解放40周年之际有庆祝活动。只有在1975年的法定假日为5月9日，该年称之为胜利日。
- 联邦德国（西德）：官方没有认定5月9日为胜利日，但在前东德地区一直有庆祝活动。此外，梅克伦堡-前波美拉尼亚自2002年起定5月8日为解脱国家社会主义暨二战结束纪念日。
- 以色列：自2000年起定5月9日为胜利纪念日，虽然在此之前一直有庆祝活动。
- 哈萨克斯坦：自1946年起定5月9日为胜利纪念日且为公众假日。
- 吉尔吉斯斯坦：自1946年起定5月9日为胜利纪念日。
- 摩尔多瓦：自1951年起定5月9日为胜利纪念日。
- 黑山：定5月9日为反法西斯胜利纪念日且为公众假日。
- 俄罗斯：自1946年起定5月9日为胜利纪念日且为公众假日。如果该日为周末，则随后的星期一也为假日。
- 塞尔维亚：自1946年起定5月9日为胜利纪念日。
- 塔吉克斯坦：自1946年起定5月9日为胜利纪念日。
- 土库曼斯坦：自1946年起定5月9日为胜利纪念日。
- 乌克兰：自1946年起定5月9日为胜利纪念日且为公众假日。同俄罗斯，如果该日为周末，则随后的星期一也为假日。在2014年乌克兰发生亲欧盟示威运动及其后的克里米亚危机后，乌克兰已取消庆祝该纪念日[11] [12]。2023年5月8日，烏克蘭總統弗拉基米尔·泽连斯基向議會提出法令[13]，將5月9日從勝利日改為歐洲日，與歐盟成員國一起慶祝[14][15][16][17]，2023年6月12日正式簽署生效。
- 英国：每年5月9日在帝国战争博物馆贝尔法斯特号馆庆祝胜利纪念日。[18]
- 乌兹别克斯坦：1946年至1988年间定5月9日为胜利纪念日，1999年后回归纪念日。

## 苏联及后苏联时代与胜利日相关的勋章

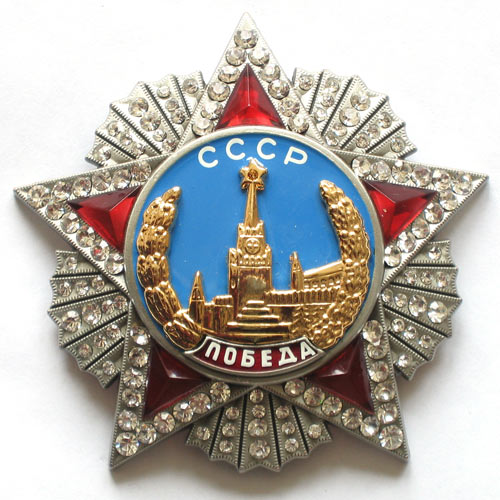
苏联胜利勋章

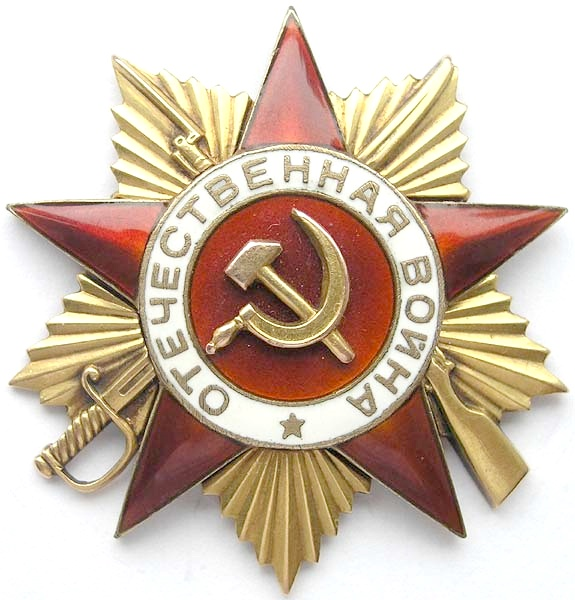
苏联卫国战争勋章

### 苏联
| 胜利勋章     | 胜利勋章     |
| 卫国战争勋章 | 卫国战争勋章 |

| 1941-1945年偉大衛國戰爭戰勝德國獎章                                                | 1941-1945年偉大衛國戰爭戰勝德國獎章 |
| 攻克柏林勋章                                                                       | 攻克柏林勋章                        |
| 1941-1945伟大卫国战争胜利20周年勋章                                                | 1941-1945伟大卫国战争胜利20周年勋章 |
| Юбилейная медаль «Тридцать лет Победы в Великой Отечественной войне 1941–1945 гг.» | 1941-1945伟大卫国战争胜利30周年勋章 |
| Юбилейная медаль «Сорок лет победы в Великой Отечественной войне 1941–1945 гг.»    | 1941-1945伟大卫国战争胜利40周年勋章 |

### 俄罗斯
| Медаль «50 лет Победы в Великой Отечественной войне 1941–1945 гг.» | 1941-1945伟大卫国战争胜利50周年勋章 |
| Медаль 60 лет Победы в Великой Отечественной войне 1941–1945 гг.   | 1941-1945伟大卫国战争胜利60周年勋章 |

### 乌克兰
| Медаль 60 лет Победы в Великой Отечественной войне 1941–1945 гг. | 1941-1945伟大卫国战争胜利60周年勋章 |

### 哈萨克斯坦

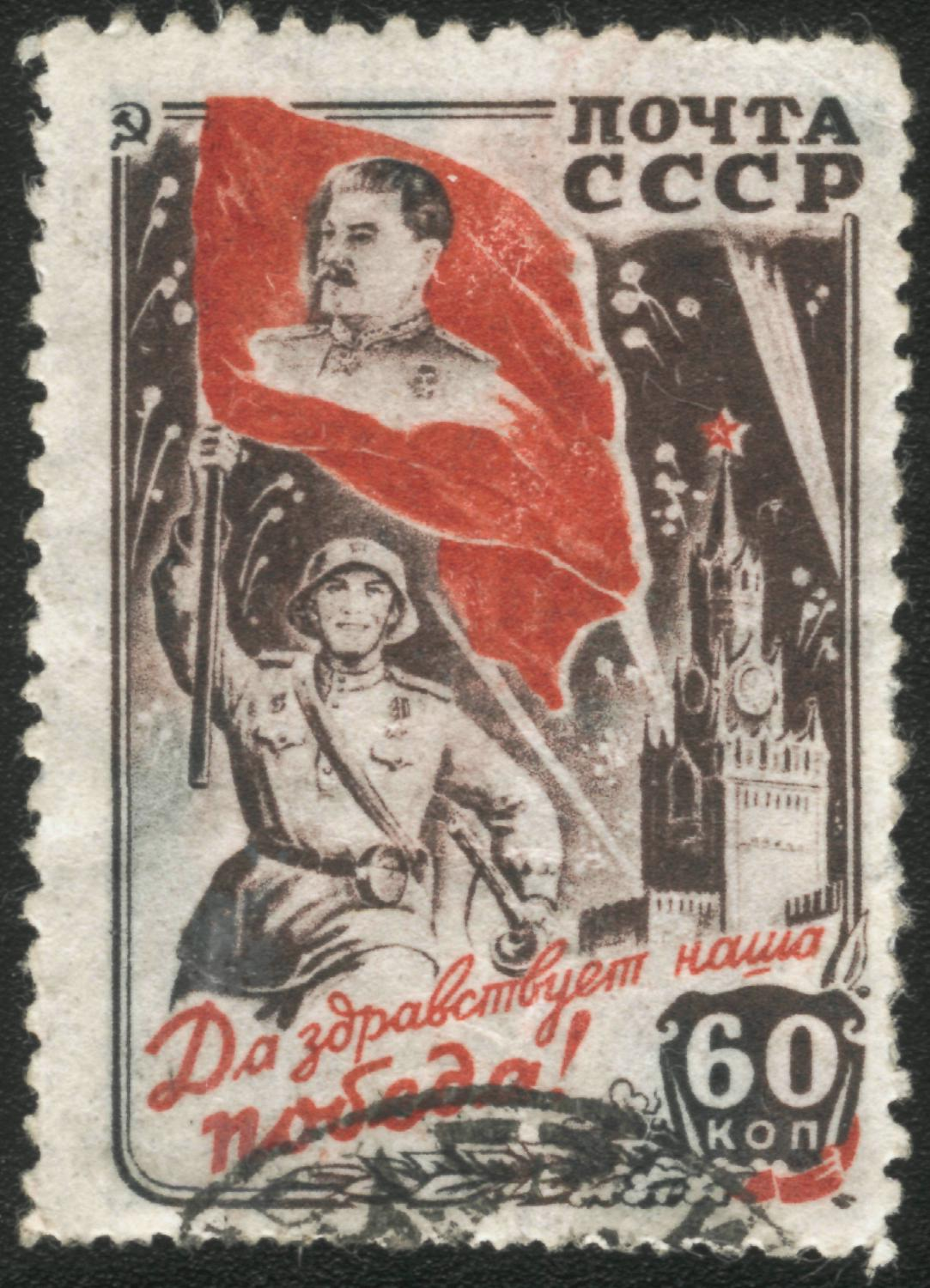
1945年苏联邮票

| Медаль 60 лет Победы в Великой Отечественной войне 1941–1945 гг. (Казахстан) | 1941-1945伟大卫国战争胜利60周年勋章 |